# 聖文森特鎮區 (明尼蘇達州基特遜縣)
聖文森特鎮區（英語：St. Vincent Township）是位於美國明尼蘇達州基特遜縣的一個行政鎮區。

## 歷史
聖文森特鎮區於1869年設立，得名自文生·德·保祿。

## 地方資料
聖文森特鎮區的面積為141.14平方千米，當中陸地面積為140.32平方千米，而水域面積為0.81平方千米。根據2020年美國人口普查的數據，當地共有人口43人，而人口密度為每平方千米0.3人。